# کونینکلیکه هوگوونز
کونینکلیکه هوگوونز (انگلیسی: Koninklijke Hoogovens) شرکت فولاد بریتانیایی است، که در سال ۱۹۱۸ تأسیس شد.